# Estatut d'autonomia del País Basc de 1979
L'Estatut d'autonomia del País Basc de 1979 és el text jurídic que regula el règim autonòmic el País Basc. Va ser aprovat amb un referèndum el 25 d'octubre de 1919 i la llei orgànica fou aprovada el 18 de desembre de 1979 (BOE núm. 306, 22 de desembre de 1979). Al llarg de la seva història el País Basc ha tingut dos estatuts d'autonomia, l'Estatut d'autonomia del País Basc de 1936 i el de 1979, també dit Estatut de Gernika.

## Estatut d'autonomia de 1979
D'acord amb la Disposició Transitòria Segona de la Constitució Espanyola de 1978, el País Basc era considerat «Comunitat Històrica» i podia accedir a l'autonomia plena prevista en l'article 151. A més, la Disposició Addicional Primera reconeixia els seus "drets històrics", que s'actualitzarien en el règim autonòmic que es pretenia construir. No obstant això, els requisits exigits en l'art.151 CE no els demanarien a les Comunitats Històriques, ja que aquestes ho són per haver demostrat anteriorment la seva "voluntat" de constituir-se com Comunitat Autònoma, com era el cas del País Basc (a més de Galícia i Catalunya), que havia demostrat aquest fet en l'aprovació del seu Estatut en 1936, ja començada la guerra civil espanyola (Andalusia sí que intentarà accedir a la seva autonomia a través d'aquesta via, i se li demanaran aquests requisits). Així, el País Basc va accedir al grau màxim d'autonomia recollit en la Constitució (art.151) de forma automàtica.
Vista la impossibilitat d'integrar Navarra en un projecte comú, per l'oposició de la majoria dels partits polítics navarresos, l'Assemblea de Parlamentaris Bascos reunida al maig de 1977 aprova l'elaboració d'un projecte d'Estatut d'Autonomia que es presentaria al Govern, al Parlament i que hauria de ser aprovat en referèndum.

### Procés de redacció
Després de constituir-se provisionalment en 1977 les Juntes Generals de cada «territori històric» -denominació que a partir d'ara rebran les províncies basques i Navarra-, un Reial decret de Gener de l'any següent establia la formació del Consell General Basc com a òrgan superior de govern preautonòmic, integrat per tres representants de cada territori històric triats per les seves Juntes Generals. La seva actuació es va veure dificultada tant per la proliferació d'organismes similars en totes les regions espanyoles com per l'escassa voluntat del govern espanyol de procedir a transferències reals de poder. En qualsevol cas, d'acord amb allò decidit per l'Assemblea de Parlamentaris Bascos, El desembre de 1978 es va constituir una ponència redactora d'un avantprojecte d'Estatut d'Autonomia, que després de concloure els seus treballs a tot córrer i fer-lo aprovar per l'Assemblea, va remetre l'avantprojecte al govern central el 29 de Desembre.

### Característiques
L'Estatut de Guernica, aprovat en referèndum el 25 d'octubre de 1979, amb una abstenció de més del 40% del cens electoral, estableix un sistema de govern parlamentari, en el qual el lehendakari ha de rebre la confiança del Parlament Basc. Triat per sufragi universal i integrat per 75 diputats (25 per cadascun dels tres Territoris Històrics). El que fa a l'Estatut d'Autonomia del País Basc diferent dels altres no és el nombre de les competències transferides -o que es poden transferir, car el procés encara no ha estat completat- sinó el fet que, alhora que en l'ordenament constitucional, l'autonomia basca es fonamenta en la foralitat històrica, reconeguda en la Constitució espanyola. A partir d'aquest supòsit, el País Basc, a més de rebre competències plenes sobre educació, obté un procediment de finançament exclusiu basat en una actualització dels Concerts Econòmics establerts després de l'abolició dels Furs en 1876, que es mantenien a Àlaba i Navarra però havien estat derogats a Guipúscoa i Biscaia pel règim franquista en finalitzar la Guerra Civil. Igualment, l'Estatut permet la formació d'un cos de policia pròpi, l'Ertzaintza, amb vocació de policia integral i desplegada per tot el territori. Finalment, és també una certa visió de la foralitat la que duu a constituir una organització territorial especial, en la qual les Diputacions Forals tenen tantes atribucions que entren de vegades en conflicte amb el Govern Basc.

### Intent de reforma
L'octubre de 2003 es va començar a discutir el Pla Ibarretxe (o Estatut Polític de la Comunitat d'Esukadi), una reforma de l'Estatut d'autonomia basc. El desembre de 2004 aconseguí la majoria absoluta al Parlament basc per presentar-la al Congrés dels Diputats, on va ser rebutjat l'1 de febrer de 2005. Aquesta reforma inicià un debat sobre el model de l'Estat de les Autonomies espanyol.

## Procediment de reforma
La tramitació parlamentària al Parlament basc per a les reformes d'aquest estatut no existeix.